# 宛小平
宛小平（1960年11月17日—），原名朱永平，安徽桐城人，安徽大学教授。

## 生平
宛小平1960年出生于安徽桐城教育世家，自幼受到良好的家庭教育，1978年考取安徽师范大学政法学院，2004年进入安徽大学任职，现任安徽大学哲学学院二级教授、博士生导师，安徽大学方东美研究所副所长。是安徽省学术和技术带头人，第十四届“李世雄奖”获奖者，意大利艺术研究院荣誉院士。兼任安徽省美学学会会长。

## 学术贡献
主要从事朱光潜与现当代中国美学研究。主持国家社会科学基金重大招标项目和一般项目多项，发表学术论文80余篇，出版《朱光潜年谱长编》等著作8部。研究成果获安徽省社科优秀成果奖、安徽省社会科学文学艺术奖4项。

## 家族
- 祖父：朱光潜，当代著名美学家、翻译家
- 外祖父：宛敏灏，曾任安徽师范大学图书馆馆长，中华诗词学会顾问
- 父亲：朱陈，曾任教于安徽大学
- 母亲：宛新彬，曾任安徽大学古籍整理研究所副研究员[5]
- 妻子：魏群，安徽省直工委党校副教授[3]